# Polygala angustifolia
Polygala angustifolia là một loài thực vật có hoa trong họ Polygalaceae. Loài này được (Chodat) R.N. Banerjee miêu tả khoa học đầu tiên năm 1984.